# ファンタジア (カラーガード)
ファンタジア(Fantasia)は、アメリカ合衆国カリフォルニア州リバーサイドを本拠地とするカラーガードチームである。

## 概要
1984年にRiverside Community College(RCC)内のクラブ・RCC Marching Tigerとして設立。1985年よりWinter Guard としても活動を始める。
1987年、1993年にはRCC Marching Tigerとして初来日。日本武道館で開催された全日本マーチングバンド・バトントワリング連盟（現：協会）主催の全国大会にゲスト出演する。

## 変遷
マーチング活動が活発なカリフォルニア州において古くからある『老舗』のWinter Guardではあるが、結成以来、永く上位入賞には及ばず、Aクラス及びオープンクラスでWGIに参加してきた。
しかし、1990年代から活動を本格化し、1991年にはオープンクラスで2位。1995年にはオープンクラスでチャンピオンの座を獲得。1997年にはワールドクラスにおいて初のファイナリスト（総合9位）。翌1998年には5位に浮上。1999年には2位入賞。念願のメダルを獲得した。
そして翌年の2000年、Philip Glassを題材にした『The City of Glass』で初優勝。1年ぶりにカリフォルニアにゴールドメダルを持ち帰る事になる。
その後は2002年、2004年、2006年、2008年と1年おきに優勝している。ちなみに、2008年のスコアはファイナルで99.50ポイント（これは過去のワールドクラス最高得点である1996年のブルーデビルスの99.55ポイントにわずか0.05ポイント及ばない歴代2位のスコアである。）